# Sans peur et sans reproche
Sans peur et sans reproche è un film del 1988 diretto da Gérard Jugnot.

## Trama
Alla fine del XV secolo, gli eserciti del re di Francia Carlo VIII attraversano l'Italia per conquistare il Regno di Napoli. Uno dei capitani francesi, Bellabre, viene sconfitto e ridicolizzato in un torneo da un giovane cavaliere sconosciuto, Pierre Terrail de Bayard. Bellabre lo prende quindi al proprio servizio, al fine di vendicarsi facendogli conoscere la dura realtà della guerra; col tempo, però, Bellabre viene affascinato dall'eccezionale abilità del giovane cavaliere e ne diviene amico, decidendo dunque di dedicarsi alla ricerca di gloria in favore di Baiardo, il quale diviene "cavaliere senza macchia e senza paura". Tuttavia costui ha una sola ambizione: conquistare il rango nobiliare per vivere con la bellissima Bianca di Savoia un amore semplice e intenso.